# Solone, Vilneansk
Solone (în ucraineană Солоне) este o comună în raionul Vilneansk, regiunea Zaporijjea, Ucraina, formată numai din satul de reședință.

## Demografie
Componența lingvistică a comunei Solone
     Ucraineană (82,43%)
     Rusă (16,25%)
     Alte limbi (0,7%)
Conform recensământului din 2001, majoritatea populației comunei Solone era vorbitoare de ucraineană (82,43%), existând în minoritate și vorbitori de rusă (16,25%).